# Live at Budokan (Ozzy Osbourne)
Live at Budokan è un disco dal vivo del cantante heavy metal Ozzy Osbourne, uscito nel 2002.

## Il disco
L'album è stato registrato al "Nippon Budokan Hall" di Tokyo il 15 febbraio 2002, durante il tour di Down to Earth. Nella band di Ozzy figura il tastierista John Sinclair al posto di Tim Palmer. Venne anche pubblicata una versione in DVD contenente un brano in più: Suicide Solution, e una performance del solo Zakk Wylde alla chitarra.

## Tracce

### CD
1. I Don't Know – 5:51
2. That I Never Had – 4:12
3. Believer – 4:56
4. Junkie – 4:16
5. Mr. Crowley – 6:44
6. Gets Me Through – 4:15
7. No More Tears – 7:13
8. I Don't Want To Change The World – 4:14
9. Road To Nowhere – 5:52
10. Crazy Train – 5:56
11. Mama, I'm Coming Home – 4:37
12. Bark At The Moon – 4:29
13. Paranoid - 3:29

### DVD
1. I Don't Know
2. That I Never Had
3. Believer
4. Junkie
5. Mr. Crowley
6. Gets Me Through
7. Suicide Solution
8. No More Tears
9. I Don't Want To Change The World
10. Road To Nowhere
11. Crazy Train
12. Mama, I'm Coming Home
13. Bark At The Moon
14. Paranoid

## Formazione
- Ozzy Osbourne – cantante
- Zakk Wylde – chitarra
- Robert Trujillo – basso
- Mike Bordin – batteria
- John Sinclair – tastiere